# Nicolaas Wilhelmus Posthumus
Nicolaas Wilhelmus Posthumus o N.W. Posthumus (Amsterdam, 26 de febrer de 1880 – Bussum, 18 d'abril de 1960) fou historiador econòmic i politòleg neerlandès. El 1915 va fundar i publicar l'Economisch-Historisch Jaarboek, un col·lecció anyal de documents fonts primàries i anàlisi empírica de registres mercantils neerlandesos. Després de l'ascensió del Partit Nazi a Alemanya, Posthumus va fundar l'Institut Internacional d'Història Social el 1935 co ma lloc per a conservar i posar fora de perill els documents i històries socialistes del règim Nazi i altres governs que poguessin exercir control sobre ells. Quan el Tercer Reich va invadir els Països Baixos les activitats de l'institut es van interrompre. Va ser acomiadat el 1942 pel govern d'ocupació i va tornar al seu lloc només després de la guerra. Durant la guerra les hi va arreglar per publicar Inquiry into the History of Prices in Holland. Vol. i, un estudi empíric exhaustiu dels preus de mercat i els tipus de canvi d'Amsterdam des del segle xvi fins a la Primera Guerra Mundial. El treball fou molt ben rebut i segueix sent el seu treball més citat fins ara.
Després de la guerra, va escriure una història de l'ocupació alemanya dels Països Baixos titulada The Netherlands During German Occupation. Va treballar amb diversos instituts, entre ells l'Institut Neerlandès de Documentació de Guerra i va mantenir la càtedra de Ciències Econòmiques i Socials de la Universitat d'Amsterdam fins a 1949, quan va renunciar per dirigir l'editorial Brill. El N.W. Posthumus Instituut, un centre de recerca de postgrau en economia a la Universitat de Groningen, va ser fundat el 1988 en honor seu.